# Nasa hastata
Nasa hastata là một loài thực vật có hoa trong họ Loasaceae. Loài này được (Killip) Weigend mô tả khoa học đầu tiên năm 2006.